# سمهود بحری، قنا
سمهود بحری (به عربی: البحري سمهود)، روستایی از توابع شهرستان ابو تشت در استان قنا و کشور مصر است.

## جمعیت
براساس سرشماری سال ۲۰۰۶ مصر، جمعیت آن ۱۳۰۵۲ نفر(۶۱۱۳ مرد و ۶۹۳۹ زن) بوده‌است.